# Kabinett Hans von Bülow
Das Kabinett Hans von Bülow (Gesamtministerium) bildete vom 12. April 1850 bis zum 1. Juli 1858 die von Großherzog Friedrich Franz II. eingesetzte Landesregierung von Mecklenburg-Schwerin.
Nachdem sich bei den Großmächten des Deutschen Bundes Preußen und Österreich die Gegenrevolution durchgesetzt hatte, riefen der Strelitzer Großherzog Georg und die Ritterschaft ein Schiedsgericht an, um die Verfassung für ungültig zu erklären und die Neuwahl eines Landtages zu verhindern. Großherzog Friedrich Franz II. hatte eingelenkt und sich auf dieses Verfahren eingelassen. Gegen diese Entscheidung, die im Freienwalder Schiedsspruch münden sollte, mit dem Georg und die Ritterschaft auf ganzer Linie Erfolg hatten, hatten sich Lützow und seine Kabinettskollegen gewehrt und waren aus Protest zurückgetreten. Mit diesem Sieg der Gegenrevolution kam es auch zu einer politischen Kursänderung und der Einsetzung einer konservativen Regierung unter Leitung von Hans Adolf Karl von Bülow.
Mit Verordnung vom 15. April 1850 wurden dem Innenministerium die Militärangelegenheiten ziviler Natur zugewiesen, während die Militärangelegenheiten explizit militärischer Natur beim Außenministerium verblieben. Außerdem wurden dem Justizministerium die Abteilungen für die geistlichen, die Unterrichts- und die Medizinalangelegenheiten zugewiesen, die zuvor auch beim Außenministerium angesiedelt waren. Das Gesamtministerium wurde durch die Verordnung vom 4. April 1853 in ein Staatsministerium umgewandelt. Dabei wurden die Militärangelegenheiten militärischer Natur dem Außenministerium entzogen und dem neu geschaffenen „Militär-Departement“ zugewiesen, das nicht Teil des Staatsministeriums war, dessen Direktor aber bei Beratungen militärischer Angelegenheiten im Staatsministerium mit Sitz und Stimme teilnahm.
| Amt | Name                                                                      |
| Staatsminister, Präsident des Gesamtministeriums, bis 4. April 1853/Präsident des Staatsministeriums, ab 4. April 1853 Auswärtige Angelegenheiten und Militärsachen Inneres, | Hans Adolf Karl von Bülow                                                 |
| Inneres | vakant, 12. – 18. April 1850 Hans Adolf Karl von Bülow, ab 18. April 1850 |
| Justiz1 | Wilhelm von Schröter                                                      |
| Finanzen | Heinrich Adolf Diederich von Brock                                        |

1 Das Justizministerium beinhaltete die Abteilungen für die geistlichen, die Unterrichts- und die Medizinalangelegenheiten.